# Mission (Kansas)
Mission – miasto w Stanach Zjednoczonych, w stanie Kansas, w hrabstwie Houston.